# Hải Châu II
Hải Châu II (còn được viết là Hải Châu 2) là một phường thuộc quận Hải Châu, thành phố Đà Nẵng, Việt Nam.
Phường Hải Châu II có diện tích 0,35 km², dân số năm 1999 là 14.954 người, mật độ dân số đạt 42.726 người/km².